# 3000米賽跑
3000公尺賽跑是一個田徑競賽項目，屬於中長跑的一種。三千公尺賽跑於1970年代興起，為女子項目。1975年5月，國際田徑總會會議為女子創立了三千公尺項目。1983年第一屆世界田徑錦標賽設立了三千公尺，1984年洛杉磯奧運會第一次舉辦了三千公尺賽跑，羅馬尼亞選手瑪利西卡(Puica Maricica)創下8分35秒96的奧運會紀錄。

## 世界紀錄
- 雅各布·英厄布里格森－7分17秒55
- 王軍霞－8分06秒11

## 外部連結
- 国際田聯（页面存档备份，存于）(IAAF)